# وكالة المخابرات البرازيلية
وكالة المخابرات البرازيلية (بالبرتغالية: Agência Brasileira de Inteligência‏) ، ( ABIN ) هي المؤسسة الخلف لـ Serviço Nacional de Informações) (SNI) أو خدمة المعلومات الوطنية) التي تم تشكيلها خلال حكومة هومبرتو دي إلينكار كاستيلو برانكو في منتصف الستينيات.